# 100 متر تتابع
100 متر تتابع سباق تشارك فيه فرق يتألف كل منها من أربعة عدائين، يحمل العداء الأول عصا طولها حوالي 30 سم، وبعد أن يجري لمسافة 100 متر، يسلم العصا لعضو الفريق التالي، يجب أن يتم هذا التسليم في منطقة طولها 20 م، وإذا لم يتبادل العداءان العصا ضمن هذه المنطقة فإنه يتم استبعاد فريقهم، يجري أعضاء الفريق الأربعة جميعهم مسافة متساوية.

## إشراك المسابقة بالألعاب الأولمبية
تم إدخال مسابقة التتابع 4 × 100م للرجال خلال الألعاب الأولمبية في استكهولم عام 1912م، بينما مسابقة التتابع 4 × 100م للسيدات عام 1928م في أولمبياد امستردام

## الأرقام القياسية
| التوقيت     | العداء                                                                     | المكان    | التاريخ    |
| ----------- | -------------------------------------------------------------------------- | --------- | ---------- |
| 38 ثانية 39 | جامايكا · إيرول ستيوارت · مايكل فرايل · كليفتون فوربيس · لينوكس ميلير      | مكسيكو    | 19/10/1968 |
| 38 ثانية 24 | الولايات المتحدة · شارليس غرين · ميلفين بيندير · روني راي سميت · جيم هينيس | مكسيكو    | 20/10/1968 |
| 38 ثانية 19 | الولايات المتحدة · لاري بلاك · روبير تايلور · جيرالد تينكير · إدي هارت     | ميونخ     | 10/09/1972 |
| 38 ثانية 03 | الولايات المتحدة · بيل كولينيس · ستيف ريديك · كليف ويلي · ستيف ويليامس     | دسلدورف   | 03/09/1977 |
| 37 ثانية 86 | الولايات المتحدة · إميت كينغ · ويلي غلوت · كالفين سميت · كارل لويس         | هلسينكي   | 10/08/1986 |
| 37 ثانية 83 | الولايات المتحدة · سام غرادي · رون براون · كالفين سميت · كارل لويس         | لوس أنجلس | 11/08/1984 |
| 37 ثانية 79 | فرنسا · ماكس مورينير · دنيل سانغوما · جون-شارلي تروابل · برونو ماري-روز    | سبليت     | 01/09/1990 |
| 37 ثانية 79 | الولايات المتحدة · ميك مارش · ليروي بيرل · فلويد هيرت · كارل لويس          | موناكو    | 03/08/1991 |
| 37 ثانية 67 | الولايات المتحدة · ميك مارش · ليروي بيرل · دينيس ميتشيل · كارل لويس        | زوريخ     | 07/08/1991 |
| 37 ثانية 50 | الولايات المتحدة · أندري كاسون · ليروي بيرل · دينيس ميتشيل · كارل لويس     | طوكيو     | 01/09/1991 |
| 37 ثانية 40 | الولايات المتحدة · ميك مارش · ليروي بيرل · دينيس ميتشيل · كارل لويس        | برشلونة   | 08/08/1992 |
| 37 ثانية 40 | الولايات المتحدة · جون دروموند · أندري كارسون · دينيس ميتشل · ليروي بيرل   | شتوتغارت  | 21/08/1993 |
| 37 ثانية 10 | جامايكا · نيستا كارتر · ميشيل فراتر · أوسيان بولت · أسافا باول             | بيكين     | 22/08/2008 |

## وصلات خارجية
- (بالإنجليزية) الأرقام القياسية لمسافة 100 متر تتابع